# Kunio-kun no Nekketsu Soccer League
Kunio-kun no Nekketsu Soccer League (jap. くにおくんの熱血サッカーリーグ Kunio-kun no nekketsu sakkaa riigu), znana także jako Goal 3 – gra wydana na konsolę Famicom w 1993 roku przez firmę Technōs Japan Corporation. Jest ona symulatorem piłki nożnej, w którym panują trochę inne zasady niż na prawdziwym boisku.

## Tryby rozgrywki
- Turniej – rozgrywka dla jednego lub dwóch graczy, gdzie kwalifikacje trwają do 16 wygranych spotkań z dowolnie wybranym przeciwnikiem spośród 12 drużyn (maksymalnie do 3 meczów z jedną drużyną) i finały pucharu Technos (po wpisaniu odpowiedniego kodu, możliwe natychmiastowe rozegranie, np. FF7 859 34D7).

- sparing – rozegranie meczu z innym „żywym” przeciwnikiem, nawet do czterech graczy naraz.

- rzuty karne – tryb dla maksymalnie dwóch graczy, jak sama nazwa wskazuje jest to seria rzutów karnych. Wygrywa osoba, która strzeli więcej goli.

## Zasady
Gracz bezpośrednio kieruje jedną postacią (drugi może być bramkarzem). Ma jednak wpływ na zachowanie innych postaci (strzał, podanie, wślizg, brutalny atak) o ile zadbał o ich dobry nastrój poza meczami. Można wybierać zarówno ustawienie, jak i taktykę każdej z linii (bramkarz/obrońcy/pomocnicy/atak). Boisko do gry jest stosunkowo małe, a drużyny liczą po 6 zawodników. Każda drużyna ma w swoim składzie różnych zawodników, którzy mają inne umiejętności. Główną drużyną jest japońska drużyna „Nekketsu” z Kuniem jako jej podstawowym kapitanem. Prócz niego, mamy do dyspozycji: 4 obrońców i pomocników (jednym z nich jest kapitan), oraz 2 napastników i bramkarzy. Oprócz drużyny Nekketsu, są jeszcze drużyny z: Korei Południowej, Tajlandii, Mongolii, Kamerunu, Gwinei, Senegalu, Argentyny, Brazylii, Meksyku, Anglii, Włoch i Niemiec.
W grze można więc kopać i uderzać przeciwników bez konsekwencji w postaci kartek czy rzutów wolnych, pojawiają się jedynie rzuty karne. Rozgrywkę urozmaicają różne warunki nawierzchni (trawa/mokra trawa/błoto/piach), jak i pogodowe (silny wiatr, tornada, pioruny). Dla przykładu piorun uderzając w kałużę razi każdego z piłkarzy w niej stojącego, ale także i samą piłkę co może zarówno pomóc w strzeleniu gola, jak i przeszkodzić. Tornado może porwać tak piłkę (wybijając na aut), jak i któregoś z zawodników. Gra umożliwia walkę w powietrzu (główka/przewrotki/podania), wskakiwanie na piłkę i wskakiwanie na głowę kolegi z zespołu by móc wyżej sięgnąć piłkę). W grze można nawet podbijać i żonglować piłką, co także ma zastosowanie głównie przy atakach specjalnych).
W grze można także wykonywać specjalne ataki takie jak:
- Eksplodujący Atak – zawodnik wykonuje coś w rodzaju ataku kolanem;

- Dopalacz – gracz wykonuje ruch „tornada” tj. obraca się w powietrzu;

- Drybling – piłkarz biegnąc blokuje ataki innych;

- Wirujący Atak – zawodnik wykonuje "korkociąg" (obraca się poziomo w powietrzu).

Istnieją także specjalne strzały o dużej sile, których użycie często kończy się rozerwaniem siatki w bramce, wybiciem bramkarza z pola karnego itp. Każda drużyna ma taki atak i każdy zawodnik może go użyć. Jedynie w drużynie Nekketsu zawodnicy mają swoje własne ataki. Piłka kopnięta bez specjalnego ataku może być częściowo sterowana co daje efekt piłki podkręconej.

## Przyjęcie gry
Gra została bardzo dobrze przyjęta przez graczy. Wielu z nich doceniło dużą różnorodność rozgrywki i jej charakterystyczny humor. Kunio-kun no Nekketsu Soccer League obok Downtown Nekketsu Monotagari jest często uznawana przez graczy za najlepszą grę z serii Kunio-kun, a także jedną z najlepszych gier na Famicoma.